# 85168 Альбертасентенарі
85168 Альбертасентенарі (85168 Albertacentenary) — астероїд головного поясу, відкритий 2 вересня 1989 року.
Тіссеранів параметр щодо Юпітера — 3,051.